# Като Такаакі
Граф Като Такаакі (яп. 加藤 高明; нар. 25 січня 1860, Айсай, провінція Оварі (нині префектура Айті) — 28 січня 1926, Токіо) — японський державний і політичний діяч, 24-й прем'єр-міністр Японії.

## Біографія
Като Танаакі народився в самурайської сім'ї з клану Нагоя. До свого відходу в політику він працював на фірмі Міцубісі. Цей багатий торгово-промисловий дім згодом надавав підтримку своєму колишньому співробітникові, Като ж захищав інтереси цієї фірми. У 1886 році він одружується з дочкою Івасакі Ятаро, засновника фірми «Міцубісі».
У 1887 році Като стає секретарем міністра закордонних справ Японії Окуме Сигенобу і одночасно керує справами департаменту фінансів. У 1894–1899 роках він — посол Японії у Великій Британії, в 1901 і 1906 роках обіймав посаду міністра закордонних справ Японії. У 1902 році Като обраний в нижню палату японського парламенту. У 1906 році, через тісні зв'язки з концерном «Міцубісі», Като тимчасово йде з політики і стає президентом газети Майніті сімбун.
У 1908–1913 роках Като — знову посол у Великій Британії. У 1913 році він стає міністром закордонних справ в кабінеті Кацури Таро. У тому ж році обирається головою консервативної партії Ріккен Досікай. У 1914 році, вже в кабінеті Окуме Сигенобу, Като розробляє програму «21 вимога», спрямоване на початку 1915 року уряду Китаю. Після корупційного скандалу, пов'язаного з березневими виборами 1915 року і ім'ям прем'єра Окуме, Като з протесту виходить зі складу уряду. У 1915 році, за бажанням імператора Японії, він стає членом вищої палати японського парламенту.
З 11 червня 1924 року по 28 січня 1926 Като Такаакі очолює японський уряд «трьох партій захисту Конституції». Він був першим прем'єр-міністром, керівником кабінету, сформованого в Японії на партійній основі (Ріккен Сейюкай, Кенсейкай і Какусін). Під час його правління в країні вводиться загальне виборче право без будь-яких обмежень і цензу (для чоловіків), набуває чинності закон «Про підтримку державної безпеки», скорочується і модернізується армія, в школах вводиться військова підготовка і муштра. У 1925 році на Като була скоєна невдала спроба замаху. Помер під час роботи в своєму бюро.